# Горбуново (Кунгурский район)
Горбуново — деревня в Кунгурском районе Пермского края, в составе Усть-Турского сельского поселения.

## География
Находится в западной части Кунгурского района примерно в 7 километрах от села Усть-Турка по прямой на запад.

## Климат
Климат умеренно-континентальный с продолжительной снежной зимой и коротким, умеренно-тёплым летом. Средняя температура июля составляет +17,8°С, января −15,6°С. Среднегодовая температура воздуха составляет +1,3°С. Средняя продолжительность периода с отрицательными температурами составляет 168 дней и продолжительность безморозного периода 113 дней. Среднее годовое количество осадков составляет 539 мм.

## История
Деревня известна с 1878 года как выселок Горбуновский.

## Население
| 2010 |
| ---- |
| 31   |

Постоянное население составляло 38 человека в 2002 году (60 % русские, 37 % татары).